# Edvaldo Oliveira Chaves
Edvaldo Oliveira Chaves (* 4. srpen 1958) je bývalý brazilský fotbalista.

## Reprezentační kariéra
Edvaldo Oliveira Chaves odehrál za brazilský národní tým v letech 1980–1987 celkem 7 reprezentačních utkání.

## Statistiky
| Brazílie | Brazílie | Brazílie |
| Roky     | Zápasů   | Gólů     |
| -------- | -------- | -------- |
| 1980     | 2        | 0        |
| 1981     | 1        | 0        |
| 1982     | 0        | 0        |
| 1983     | 2        | 0        |
| 1984     | 0        | 0        |
| 1985     | 0        | 0        |
| 1986     | 0        | 0        |
| 1987     | 2        | 0        |
| Celkem   | 7        | 0        |